# چوی یو هوا
چوی یو هوا (کره‌ای: 최유화؛ زادهٔ ۱۰ اکتبر ۱۹۸۵) بازیگر اهل کره جنوبی است. چوی پس از دریافت جایزه فشن مدل در مجله مد چه‌چی در سال ۲۰۰۵، وارد صنعت سرگرمی شد. او نخستین بازی خود را در درامای ویژه کی‌بی‌اس به نام «گه چون بین بزرگ» انجام داد.